# Johan Ringers
Johannes Aleidis (Johan) Ringers (Alkmaar, 2 januari 1885 – Den Haag, 6 mei 1965) was een Nederlands waterstaatkundig ingenieur, directeur-generaal van Rijkswaterstaat en daarna bestuurder van de Indische spoorwegen. Ringers werd in 1940 als regeringscommissaris belast met de wederopbouw, maar later door de Duitsers geïnterneerd. Na de oorlog werd hij minister van Openbare Werken en Wederopbouw in de kabinetten Schermerhorn en Beel I. Hij kon zich niet verenigen met het Indië-beleid en stapte in 1946 op.
Johan Ringers was broer van Hendrik Ringers, de oprichter van Ringers chocoladefabriek. Johan vervulde hier een commissariaat.

## Opleiding en eerste werkkring
Na de HBS in Alkmaar ging Ringers studeren aan de Technische Hogeschool in Delft, waar hij in 1906 het diploma Civiel Ingenieur behaalde. Hij ging daarna in eerste instantie bij Rijkswaterstaat werken in het arrondissement Goes en schreef hier onder andere over de bouw van de sluizen bij Hansweert. In 1911 publiceerde hij in De Ingenieur een artikel over sluisdeuren in Duitsland en België. In 1916 ging hij naar Nederlands-Indië om daar te werken als eerstaanwezend ingenieur voor de Nederlandsch-Indische Spoorwegmaatschappij. In 1920 keerde hij terug in zijn betrekking bij Rijkswaterstaat en ging hij werken aan de kanalisering in West-Friesland en schreef hij daarover in 1922 een technisch-economisch rapport.

## Noordersluis van IJmuiden

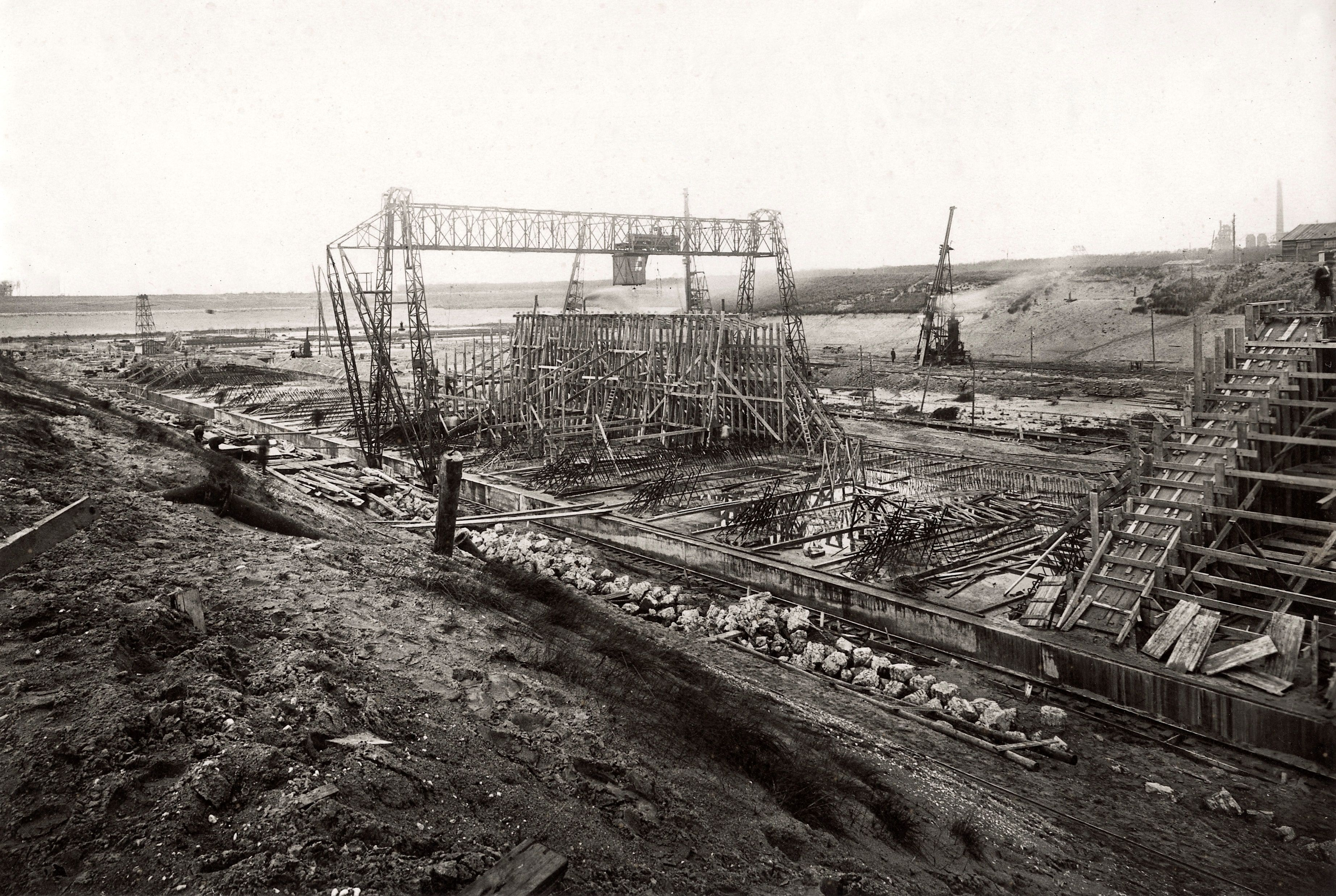
IJmuiden, Noordersluis in aanbouw

Daarna werd Ringers de projectleider van de bouw van de Noordersluis van IJmuiden. Samen met Paul Josephus Jitta maakte hij het ontwerp en leidde hij de bouw. Hierover gaan een aantal publicaties van zijn hand.
Voor zijn werk aan de Noordersluis kreeg hij in 1926 van het Koninklijk Instituut van Ingenieurs de Conrad Premie.
Na afsluiting van de werken bij IJmuiden werd hij vanaf 1 januari 1927 een aantal jaren directeur-hoofduitvoerder bij de Maatschappij tot Uitvoering van Zuiderzeewerken.

## Directeur-generaal van Rijkswaterstaat
In 1930 werd Ringers benoemd tot directeur-generaal van Rijkswaterstaat.
In 1935 werd hij ook lid van de raad van beheer van de Nederlandsch-Indische Spoorwegmaatschappij met zetel 's-Gravenhage. Daarnaast bekleedde hij verschillende honoraire functies. Zo was hij vicevoorzitter van het Waterloopkundig Laboratorium Delft, voorzitter van de Vereniging van Delftsche Ingenieurs, ondervoorzitter van het Koninklijk Instituut van Ingenieurs (waarvan hij in 1955 erelid zou worden), lid van de Rijkscommissie voor Drinkwatervoorziening, voorzitter van de Nederlandsche Delegatie bij de Internationale Vereeniging voor Scheepvaart-congressen (PIANC) en lid van de vaste commissie voor de Havenpolitiek van de Economische Raad. In september 1930 kreeg hij een eredoctoraat van de Technische Hogeschool Delft, in juni  1932 gevolgd door een eredoctoraat van de Technische Hogeschool van Danzig. Hij mocht toen de titel “dr.ir.” voeren. Hij  In 1939 werd door hem  de Stormvloedcommissie ingesteld. In een voorlopig rapport uit 1940 rapporteerde deze commissie dat de dijken inderdaad onvoldoende hoog waren.  Mede door het uitbreken van de oorlog gebeurde er niet veel met deze conclusies. In 1946 werd dit weer opgepakt, maar Ringers was toen niet meer hierbij betrokken.

## Tweede Wereldoorlog
De oorlogsindustrie was een belangrijk kantelpunt in de carrière van Ringers. Al voor de de oorlog had de minister van Defensie opdracht gegeven om maatregelen voor te bereiden om te voorkomen dat vijandelijke actie onze waterbouwkundige kunstwerken zou beschadigen. De toen op zijn raad genomen voorzorgen bleken doeltreffend. Al op 30 mei 1940 waren ook alle geïnundeerde gebieden droog.
Op 21 mei 1940 benoemde generaal Winkelman hem tot "Regeeringscommisaris voor den Wederopbouw", een functie die op 23 december 1940 werd omgedoopt in "Algemeen Gemachtigde voor den Wederopbouw en voor de Bouwnijverheid in het bezette Nederlandsche gebied".
Op Ringers' advies werden binnen enkele dagen de nodige besluiten genomen om in Rotterdam alle gronden met verwoeste gebouwen te onteigenen, waardoor onmiddellijk over het puin en de gronden kon worden beschikt en met herbouw begonnen kon worden. Er werd toen ook besloten de waterkering op een handiger plaats te leggen. Hij liet hiervoor Johan van Veen een studie maken naar het vereiste veiligheidsniveau van de waterkering.
Rotterdam eerde hem daarom in 1963 als "vader van de wederopbouw" met een plaquette in het Stadstimmerhuis.
Ringers had in het begin van de bezetting contact gekregen met de bankier Emile Ernest Menten. Op een inspectiereis als algemeen gevolmachtigde van de wederopbouw en de bouwnijverheid werd hij door verraad op 1 april 1943 door de SD gearresteerd tijdens massale arrestaties die J. Schreieder, hoofd van Referat IV E van de Sicherheitspolizei, gelast had tegen de groep-Vorrink en het Nationaal Comité in het kader van het zogenaamde Englandspiel. Eerst bracht Ringers ongeveer zeveneneenhalve maand door in de gevangenis te Scheveningen, waar hij zijn werk zelfs nog ten dele voortzette en bijvoorbeeld met primitieve hulpmiddelen een plan voor de stadsverwarming van Rotterdam ontwierp. Daarna volgden vier maanden in het concentratiekamp te Vught, drie weken als gijzelaar in St. Michielsgestel en ten slotte tot mei 1945 opsluiting in het concentratiekamp Sachsenhausen in Duitsland.

## Na de oorlog
Direct na de bevrijding werd hij als partijloos minister van Openbare Werken (en vanaf 16 augustus 1945 ook als minister van Wederopbouw) opgenomen in het kabinet Schermerhorn-Drees, dat op 3 juli 1946 overging in het eerste kabinet-Beel. De inspirerende figuur van Ringers slaagde er toen weer in de nodige teamgeest te kweken om het moeizame werk van de wederopbouw betrekkelijk voorspoedig te laten verlopen. Als minister benoemde hij Cees van der Leeuw tot zijn gemachtigde voor de wederopbouw van Rotterdam; zij hadden grote invloed op het Basisplan voor de Wederopbouw van Rotterdam. Vanwege de bijzondere verdiensten voor de wederopbouw werd in 1963 aan Ringers de Van Oldenbarneveltpenning toegekend; dit is de hoogste gemeentelijke onderscheiding van de stad Rotterdam.
Maar als oud-Indischman kon hij zich niet verenigen met het beleid jegens Indonesië (de Overeenkomst van Linggajati) waardoor hij op 30 oktober 1946 ontslag vroeg, wat hem op 15 november werd verleend.

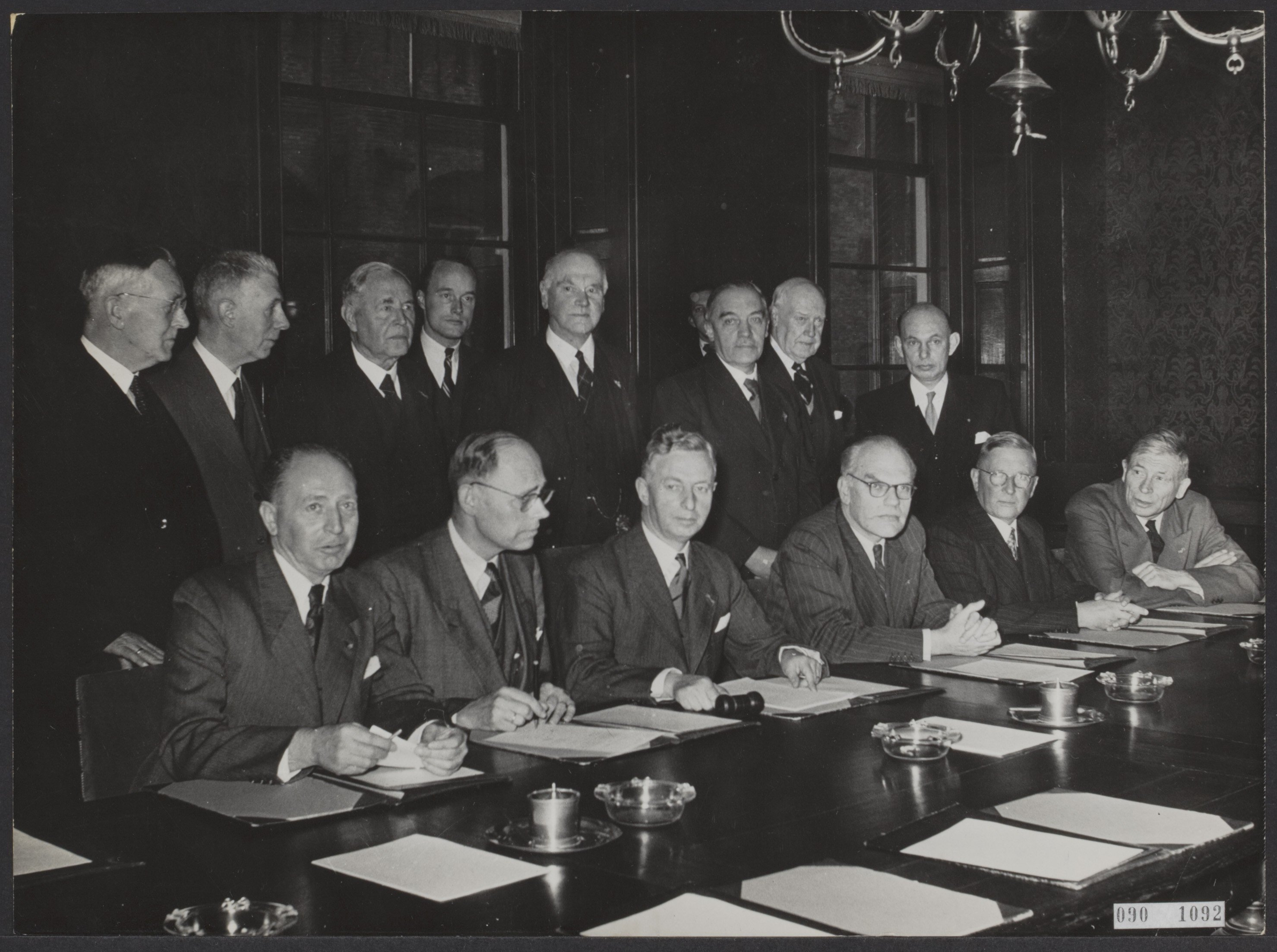
Installatie van de Deltacommissie op 21 februari 1953

Ringers werd uitgenodigd om op 23 november 1945 een hoorcollege te geven, voorgezeten door Sir Peirson Frank bij de Institution of Civil Engineers in Londen, waarbij hij zijn betrokkenheid bij de waterbouwkunde in Nederland en de samenwerking met Britse ingenieurs na de Inundatie van Walcheren uiteenzette.
In zijn werk als raadgevend ingenieur werd hij door de Britse regering gevraagd om advies te geven voor grote rehabilitatiewerken die noodzakelijk waren door uitgebreide overstromingen in het voorjaar van 1947, toen de rivier Trent en de rivier Welland buiten hun oevers traden. Als gevolg van zijn inspanningen werd Ringers datzelfde jaar benoemd tot Commandeur in de Orde van het Britse Rijk. Hij raakte betrokken bij het Institution of Mechanical Engineers, waar hij hielp bij de organisatie van hun zomerbijeenkomst in Nederland in 1953, en werd in 1954 verkozen tot Erelid van het Instituut.
Na de overstromingsramp in Nederland in 1953 diende hij als lid van de Deltacommissie die het Deltaplan ontwierp. In 1957 adviseerde hij de Maritieme en Waterwegen Divisie van de Institution of Civil Engineers over aspecten van baggeren. Hij werkte ook als adviseur voor Bataafse Petroleum Maatschappij, dat later deel ging uitmaken van Shell plc. In verband hiermee maakte hij uitgebreide reizen naar Amerika en Azië.
- Biografisch Portaal: 30221813
- Gemeinsame Normdatei: 13282163X
- International Standard Name Identifier: 0000 0000 4440 7030
- Library of Congress Control Number: nb2007007951
- Nationale Bibliotheek van Israël: 987012508926905171
- Nederlandse Thesaurus van Auteursnamen: 071938850
- Parlement.com: vg09llhkksy5
- Virtual International Authority File: 60253363
- WorldCat: E39PBJpV8mhc7rmHDm7pdhkkXd